# Эль-Хаддак, Рашид
Рашид эль-Хаддак (род. 11 декабря 1973) — марокканский и французский боксёр, представитель первой тяжёлой весовой категории. Представлял национальную сборную Марокко по боксу на летних Олимпийских играх 2004 года в Афинах. В 2005—2011 годах боксировал на профессиональном уровне во Франции.

## Биография
Рашид эль-Хаддак родился 11 декабря 1973 года.

### Любительская карьера
Начинал карьеру в боксе как любитель, в 2004 году попав в основной состав марокканской национальной сборной. На Африканском олимпийском квалификационном турнире в Касабланке взял верх над всеми соперниками по турнирной сетке и тем самым удостоился права защищать честь страны на летних Олимпийских играх в Афинах. На Играх, однако, уже в стартовом поединке категории до 91 кг досрочно в третьем раунде потерпел поражение от американца Девина Варгаса и сразу же выбыл из борьбы за медали.

### Профессиональная карьера
Вскоре по окончании афинской Олимпиады эль-Хаддак покинул расположение марокканской сборной и в декабре 2005 года успешно дебютировал на профессиональном уровне. Выступал преимущественно на территории Франции, сумел выиграть у девяти малоизвестных соперников, но затем в Германии потерпел два поражения подряд — от непобеждённых чеха Рудольфа Края (7-0) и немца Марко Хука (15-0).
Впоследствии в качестве джорнимена побывал во многих странах Европы, встречался с местными перспективными боксёрами, в том числе в России выходил на ринг против Али Исмаилова (8-1-1), уступив ему единогласным решением судей в десяти раундах.
В декабре 2007 года боксировал в Италии за титул чемпиона Европейского союза в первом тяжёлом весе по версии EBU, но проиграл решением большинства судей действующему чемпиону Джакоббе Фрагомени (23-1).
В 2008 завоевал титул чемпиона Франции в первом тяжёлом весе, который затем несколько раз защитил, также владел титулом интернационального чемпиона по версии Международной боксёрской федерации (IBF).
Оставался действующим боксёром вплоть до 2011 года. В общей сложности провёл на профессиональном уровне 32 боя, из них 23 выиграл (в том числе 7 досрочно), 8 проиграл, тогда как в одном случае была зафиксирована ничья.